# 六水桥街道
六水桥街道，是中国江西省抚州市临川区所辖的一个街道。

## 行政区划
六水桥街道下辖以下村级行政区划单位
二仙桥社区、州学岭社区、东岳观社区、羊城路社区和北门社区。